# Едвінас Гірдвайніс
Едвінас Гірдвайніс (лит. Edvinas Girdvainis, нар. 17 січня 1993, Клайпеда) — литовський футболіст, захисник [[]] і національної збірної Литви.

## Клубна кар'єра
Народився 17 січня 1993 року в місті Клайпеда. Вихованець юнацьких команд футбольних клубів ФБК «Каунас» та «Падова».
У дорослому футболі дебютував 2012 року виступами за команду клубу «Екранас», в якій провів два сезони, взявши участь у 44 матчах чемпіонату.  Більшість часу, проведеного у складі «Екранаса», був основним гравцем захисту команди. В сезоні 2012 року став у її складі чемпіоном Литви.
Своєю грою за цю команду привернув увагу представників тренерського штабу іспанської «Марбельї», до складу якого приєднався 2014 року. Відіграв за клуб з Марбельї наступні два сезони своєї ігрової кар'єри. Граючи у складі «Марбельї» також здебільшого виходив на поле в основному складі команди.
Згодом з 2016 по 2018 рік грав у складі польського «П'яст» (Гливиці) та російської «Томі».
До складу азербайджанської «Кешли» приєднався 2018 року.

## Виступи за збірні
2009 року дебютував у складі юнацької збірної Литви, взяв участь у 9 іграх на юнацькому рівні.
Протягом 2011–2014 років залучався до складу молодіжної збірної Литви. На молодіжному рівні зіграв у 9 офіційних матчах.
2016 року дебютував в офіційних матчах у складі національної збірної Литви.

## Титули і досягнення
- Чемпіон Литви (1):

«Екранас»: 2012
- Володар Кубка Латвії (1):

РФШ: 2019